# Vanessa Branch
Pour les articles homonymes, voir Branch.
Vanessa Branch, née le 21 mars 1973 à Londres, (Angleterre, Royaume-Uni), est une actrice et productrice britannico-américaine.

## Filmographie

### Comme actrice
- 1997 : Port Charles (série télévisée) : Mary Margaret 'Paige' Barrington Smith (2002) / Rebecca 'Becca' Barrington (2002)
- 2000 : The Cell : Stargher's Victim
- 2001 : Explosion imminente (Ticker) : Redhead
- 2001 : Le Courtier du cœur : Journaliste
- 2001 : Le Cheik blanc (Good Advice) : TV Newswoman
- 2002 : John Q : R.N.
- 2003 : Pirates des Caraïbes : La Malédiction du Black Pearl (Pirates of the Caribbean: The Curse of the Black Pearl) : Giselle
- 2004 : Almost : Rachel / Samantha
- 2004 : Entre les mains de l'ennemi (In Enemy Hands) : la secrétaire de l'Amiral Kentz
- 2005 : Asylum : Sophie Miller
- 2005 : Dreaming Reality : Doctor
- 2006 : Pirates des Caraïbes : Le Secret du coffre maudit (Pirates des Caraïbes : Dead man's chest) : Giselle
- 2006 : Pirates des Caraïbes : Jusqu'au bout du monde (Pirates of the Caribbean: At world's end) : Giselle
- 2007 : Gilmore Girls (série télévisée) : Bobby
- 2008 : Cold Play de  Geno Andrews
- 2008 : Au cœur du haras (All Roads Lead Home) : Lillian
- 2008 : Command and Conquer : Alerte rouge 3 : Zhana Agonskaya
- 2011 : Pirates des Caraïbes : La Fontaine de jouvence (Pirates of the Caribbean: On stranger tides) : Giselle
- 2011 : Arena : BBC Reporter
- 2011 : Zone 51 : Claire Ferlon
- 2014 : Zone of The Enders en 3D de Shinji Aramaki  IMAX 3D
- 2017 : La Guerre des fées en 3D de Herbie Brennan
- 2017 : Pirates of the Caribbean: Dead Men Tell No Tales de Joachim Rønning et Espen Sandberg:
- 2017 : La Planète des singes : Suprématie (War for the Planet of the Apes) de Matt Reeves
- 2017 : Transformers: The Last Knight De  Michael Bay
- 2018 : Ready Player One de Steven Spielberg

### Comme productrice
- 2004 : Almost : Rachel / Samantha